# 海部山地
海部山地（かいふさんち）は四国山地東部に属する赤城尾山を最高峰とする山地である。

## 概要
四国山地東部にあり、那賀川以南の山地の俗称。高知県境との県境、四ツ足峠から南下し、赤城尾山を経て西又山で直角に東向し、甚吉森を経て東進する。この間、高知との県境をなす。湯桶丸付近で分岐し、一方は県境をなしつつ南下し、盟主を貧田丸とする。主稜はさらに東進し、金瀬・吉野丸・鰻轟山など1,000mを越える山々から阿南市の矢筈山・後世山と高度を落としつつ蒲生田岬まで延びる。徳島県南部全体と関連し阿南市及び海部郡・那賀郡を区域とする。
最高峰は赤城尾山の1,436mで、1,000mを越す山々15座を含む。平野部に近い玉厨子山・後世山・鈴ヶ峰などごく一部の低山以外には、信仰の対象となることもなく、ハイキングや登山にも縁の薄い山が多い。

## 主な山
- 赤城尾山
- 西又山
- 甚吉森
- 湯桶丸
- 貧田丸
- 金瀬
- 吉野丸
- 鰻轟山
- 矢筈山
- 後世山
- 玉厨子山
- 鈴ヶ峰